# سلمک تایوانی
سَلمَک تایوانی (Chenopodium formosanum) گونه‌ای از جنس سلمک است که بومی تایوان به‌شمار می‌رود. این گیاه از عناصر اصلی رژیم غذایی بومیان تایوان بوده و همچنان در فرهنگ و آشپزی سنتی آنان جایگاه مهمی دارد.

## نام‌های رایج
سلمک تایوانی در زبان پایوانی «جولیس»، در زبان بونونی «موکون»، در زبان روکایی «بائه»، در زبان پویومایی «دولی» و در زبان آمیسی «کوال» نامیده می‌شود. در زبان چینی نیز با نام 紅藜 (پین‌یین: hónglí، به‌معنای «سلمک قرمز») شناخته می‌شود. این نام چینی را گیاه‌شناس تایوانی لین ژی‌ژونگ پیشنهاد کرد که دهه‌ها با جوامع بومی تایوان همکاری کرده است تا گیاهان و شیوه‌های کشاورزی سنتی را احیا کند. او برای کسب پشتیبانی علمی، با دانشگاه علوم و فناوری پینگ‌تونگ، دانشگاه ملی سان یات‌سن و دانشگاه ملی کائوشیونگ همکاری کرد تا این نام را به‌عنوان نام علمی متداول به رسمیت برسانند.
سلمک تایوانی همچنین با عنوان «کینوآ قرمز» شناخته می‌شود. همچنین گاه به دلیل رنگارنگ بودن دانه‌ها با عنوان «برنج رنگین‌کمانی» از آن یاد می‌شود. لازم است ذکر شود که نام «سلمک قرمز» برای گونهٔ نزدیک به آن، یعنی Oxybasis rubra نیز به‌کار می‌رود.

## توصیف
سلمک تایوانی از دستهٔ غلات محسوب می‌شود. این گیاه سرشار از فیبر و پروتئین است.

## تاریخچه
سلمک تایوانی عنصری مهم در تغذیهٔ بومیان تایوان بود، اما چون به‌عنوان یک غذای اصلی یا محصول اقتصادی شناخته نمی‌شد و عمدتاً برای تهیهٔ شراب ارزن کاربرد داشت، تا دههٔ ۲۰۰۰ تقریباً از کشت خارج شده بود. علاقهٔ دوباره به خوراک‌های سنتی باعث شد تا تولید آن افزایش یابد؛ به‌طوری که سطح زیر کشت آن در شهرستان تایتونگ از ۴۰ هکتار در سال ۲۰۱۵ به ۲۰۰ هکتار در سال ۲۰۱۸ رسید. با این حال، این رشد سریع موجب اشباع بازار شد و بخشی از محصول به انبار منتقل گردید.
سلمک تایوانی بخشی از خزانه طعم غذای آهسته به‌منظور حفظ تنوع زیستی نیز به‌شمار می‌رود.